# Истерия
Истери́я (др.-греч. ὑστερία, от ὑστέρα — «матка») — устаревший медицинский диагноз, на данный момент частично соответствующий ряду психических расстройств лёгкой и средней степени тяжести. Ранее выделялись такие диагностические единицы, как истерический психоз, истерическая личность, тревожная истерия и конверсионная истерия.
В начале 1990-х годов была внедрена МКБ-10, по которой различные проявления истерии стали относиться к группе панических расстройств, диссоциативных (конверсионных) психических расстройств, истерического расстройства личности. Истерическое поведение может маскировать депрессивный эпизод.
Первоначально использовался для описания специфических расстройств самочувствия и поведения у женщин, у которых встречается чаще, вследствие чего в античные времена и средние века причиной считалось блуждание матки по организму (откуда и название). В дальнейшем начал применяться в отношении психического заболевания проявляющегося как у мужчин, так и у женщин (к примеру, среди заключённых, истерия среди женщин встречается в 20 раз чаще) и детей.
Данный диагноз был исключён из современных классификаций психических расстройств, так как обозначает гетерогенную группу психопатологических симптомов, являющуюся малополезной в дифференциальной диагностике. В Международной классификации болезней 10-го пересмотра термин «истерия» не используется из-за многочисленности и разнообразия его значений. Из Диагностического и статистического руководства по психическим расстройствам истерия была исключена в 1980 году. Термины «истерия» и «истерический» в американской психиатрии были признаны стигматизирующими и ущемляющими права.

## История диагноза
Со времён Древнего Египта (первое описание встречается в Кахунском медицинском папирусе 1950 года до нашей эры) многие женские болезни считались болезнями именно матки, хотя о расстройствах поведения или эмоций там ещё не говорится (разве что упоминается «лечение женщины, которой нравится быть в постели…» с диагнозом «спазмы матки»). Диагноз «истерия» впервые появляется в Древней Греции и описан у Гиппократа. Его современник Платон описывает «бешенство», в которое впадает матка женщины, не имея возможности зачать. Разнообразие клинических проявлений истерии в те времена, когда анатомия, физиология и психиатрия человека были в зачаточном развитии, объяснялось блужданием матки по организму и в зависимости к какому органу или месту в организме она примкнёт, то патологические проявления со стороны тех органов и проявляются.
Исходя из этих представлений о природе истерии, предположений о возможности истерии у мужчин долгое время не допускалось. Также некоторые[кто?] психологи до недавнего времени[уточнить][какого?] считали, что у мужчин истерии соответствует обсессивное расстройство. C XVII века был введён диагноз и мужской истерии.
В России XVII—XIX веков разновидность истерии называлась «кликушество», а мужчин, страдающих кликушеством, называли «миряк». Хотя первые упоминания о бесноватых мужчинах и женщинах встречаются с XI века. Считалось, что в припадке они выкрикивают имя того, кто наслал на них порчу. По этой причине в XVII веке лица, имена которых называли кликуши, привлекались к суду по обвинению в колдовстве и предавались пыткам, над самими же кликушами производилась так называемая «отчитка». В начале XVIII века кликуш часто стали привлекать к ответственности, поскольку Пётр I видел в кликушестве «притворное беснование, имеющее целью оговорить невинных людей».
Диагноз «истерия» был крайне популярен в медицине конца XIX — начала XX века. На материале истерии Ж. М. Шарко и З. Фрейд сделали ряд важных открытий в терапии психических расстройств.
В МКБ-9 истерия носила код 300.1, и в неё включались: истерическая астазия-абазия, диссоциативная реакция или состояние, компенсационный невроз, синдром Ганзера истерический, конверсионная истерия, истерия БДУ (без других указаний), конверсионная реакция, множественная личность. В адаптированной для использования в СССР версии МКБ-9 кодом 300.11 обозначался «истерический невроз» (включая конверсионную истерию, диссоциативную реакцию, конверсионную реакцию, истеро-невротическую реакцию), 300.12 — синдром Ганзера истерический, 301.5 — расстройство личности истерического типа (истерическая психопатия).
В США одна треть женщин в попытке насильственного «лечения» истерии подвергалась гистерэктомии (удалению матки до менопаузы), тысячам женщин также проводили профилактическую операцию по удалению груди (мастэктомию).
Сегодня же этот диагноз официально не используется ни в МКБ-10, согласно которому этот [«конверсионная истерия»] «термин употреблять нежелательно ввиду его многозначности», ни в DSM-5. Диагноз «истерия» в МКБ-10 распался на многочисленные более конкретные диагнозы. Классификатор для статистического учёта МКБ-10 включает диагнозы:
- тревожная истерия — входит в шифр статистического учёта F41.8. Архивировано 29 июля 2017 года.;
- конверсионная истерия — входит в шифр статистического учёта F44. Архивировано 9 августа 2020 года.;
- собственно «истерия» — входит в шифр статистического учёта F44. Архивировано 9 августа 2020 года.;
- истерический психоз — входит в шифр статистического учёта F44. Архивировано 9 августа 2020 года.;
- истерическая личность — входит в шифр статистического учёта F60.4. Архивировано 5 сентября 2020 года..

Также, под шифром F44 числится из диссоциативных расстройств — конверсионная реакция, а под шифром F60.4 — психоинфантильная личность.
В современной китайской классификации психических расстройств (CCMD-3) присутствуют диагнозы «истерия» (код 40), «истерический психоз», «истерический ступор», «истерическая амнезия» и др.

## Истерическое расстройство личности
На данный момент с истерией ассоциирован особый склад личности, называемый истерическим расстройством личности. Ему присущи поверхностность суждений, внушаемость и самовнушаемость, склонность к фантазированию, неустойчивость настроения, стремление привлечь к себе внимание, театральность поведения. У лиц с истерическими чертами характера также часто встречается парасуицид — вызванная эмоциональными причинами демонстративная имитация самоубийства.

## Клиническая картина истерии
К проявлениям истерии относился целый симптомокомплекс обладающий полиморфизмом и внешне напоминающий другие психические или соматические заболевания, среди которых: капризно-изменчивое настроение и патологически выраженные демонстративные эмоциональные реакции (плач, безудержный смех, крики), склонность к прямолинейности, псевдосудороги, псевдопараличи, ложная потеря чувствительности, ложная глухота или слепота, переживание одержимости духом, трансом и/или ступором и другое. В психиатрической литературе также описаны истерические боли в сердце, сердцебиение, одышка, ложная беременность, мнимая смерть и викарные кровотечения (случаи, когда во время менструации на ступнях ног и ладонях выступает кровь, например у католических фанатичек). Так как истерия может подражать практически всем симптомокомплексам, известным современной медицине, в профессиональной медицинской среде она именуется «великой симулянткой», «илиадой всех болезней».
Эмоциональные реакции (слёзы, плач, безудержный смех, крики) наблюдаемые при истерии носят патологический слабоконтролируемый длительный демонстративный характер и их следует отличать от обычных проявлений у здоровых людей, также истерию как патологическое состояние, не следует путать с употреблением этого слова в русском языке в переносном значении при сильно выраженных эмоциональных реакциях и бесцельной активной деятельности.
- Истерические контрактуры кистей
- Пациентка в состоянии истерокаталепсии (истеронарколепсии)
- Варианты зон анестезии у ребёнка при истерии не совпадающие с зонами иннервации

### Истерический припадок
Для истерического припадка характерна бурная двигательная активность: плачут, кричат, рвут на себе волосы, — однако в отличие от эпилепсии нет прикуса языка, непроизвольного мочеиспускания и ушибов при падении. Истерический припадок отличается от эпилептического, хотя внешне и может напоминать его, оказание помощи тоже разное. В некоторых случаях возможно комбинирование эпилептического и истерического припадков.
Истерический припадок, в отличие от эпилептического, всегда носит демонстративный характер и никогда не возникает, когда пациент находится в одиночестве или во сне. Возникает как ответ на чрезмерные одномоментные психо-эмоциональные нагрузки. Внешние проявления судорог и других проявлений зависят от степени ознакомленности и степенью восприятия пациентом клинических проявлений эпилептического припадка.

## Психоаналитические трактовки
Согласно психоанализу, одной из главных причин возникновения истерии является неблагоприятное стечение обстоятельств жизни, особенно пережитая ребёнком в детстве тяжёлая психологическая травма, последствия которой не были устранены позднее.

## Критика
Психиатр Томас Сас в своей книге «Миф душевной болезни: Основы управления личностью» критикует понятие «психической болезни» на основе анализа истерии. На примере истерии Сас показывает, что в основе «психических заболеваний» лежат не биологические, а социально-психологические проблемы. По Сасу, необходимо отличать телесные заболевания от имитации таких заболеваний, «истинное» (подлинное) от «неистинного» (ложного).
Сас рассматривает истерию в контексте использования знаков («Истерия — невербальная форма коммуникации, использующая особый набор знаков»), следования правилам (она представляет собой «систему поведения, следующую правилам, находящую особое применение для правил беспомощности, недомогания и принуждения») и участия в играх (истерия — «игра, отличающаяся, помимо прочего, конечными целями, состоящими в доминировании и межличностном контроле, а также изощрёнными стратегиями»). Рассматривая соотношение между симуляцией, истерией и обычным (физическим) заболеванием, Сас отмечает, что эти понятия соотносятся между собой как понятия лжи, заблуждения и правды.
По утверждению Саса, если считать истерию особой формой коммуникативного поведения и сравнивать её с языками, бессмысленно изучать её «причины» в медицинском смысле слова (то есть этиологию), но есть смысл изучать лишь, как истерии научаются и что она означает. Согласно Сасу, основной чертой языка истерии является его иконичность (как известно, иконическими являются знаки, для которых характерно соответствие означающего и означаемого, основанное на их внешнем сходстве, их подобии; коммуникация осуществляется с помощью изображений, а не конвенциональных знаков). Язык истерии, по сути, состоит из изображений, картин, он подобен пантомиме, «немому» представлению, с помощью которого пациент формирует сообщение посредством невербальных знаков. Задача психиатра — разгадать это сообщение, «перевести» его на обыденный язык.
Сас называет истерию «языком болезни», имеющим двойное происхождение: 1) телесная структура человека (нарушения функций организма и телесные ощущения, связанные с реально пережитыми физическими заболеваниями); 2) культурные факторы (в частности, общемировая тенденция облегчать больным жизнь). Как указывает Сас, этот «язык болезни» используется либо потому, что другие формы коммуникации недостаточно хорошо выучены, либо потому, что именно язык истерии оказывается в конкретном случае исключительно полезным. Сас утверждает, что потребность в такой форме коммуникации, как истерия, обычно возникает в семье, поскольку социальные условия этого коллектива принуждают членов семьи сдерживать свои желания и их явное выражение, что даёт стимул к развитию более обходных, косвенных форм коммуникативного поведения.